# NSSC-1
Der NASA Standard Spacecraft Computer-1 (NSSC-1) ist ein Computer, der 1974 als Standardkomponente für das MultiMission Modular Spacecraft am Goddard Space Flight Center (GSFC) entwickelt wurde. Die Basis des Raumfahrzeugs wurde aus standardisierten Komponenten und Modulen gebaut, um Kosten zu sparen. Der Computer verfügte über einen 18 Bit breiten Kernspeicher oder einen plattierten Drahtspeicher; bis zu 64 k. 18 Bit wurden gewählt, weil sie eine höhere Genauigkeit (x4) für Daten boten als eine 16-Bit-Maschine. Gleitkommazahlen wurden nicht unterstützt. Der Kernspeicher ist unempfindlich gegen die Einflüsse von Weltraumstrahlung, benötigt bei gleichem Speichervolumen aber sehr viel mehr Platz und Gewicht als RAM aus Silicium.

## Verwendung
Die NSSC-1 wurde eingesetzt bei
- der Solar Maximum Mission
- dem Hubble-Weltraumteleskop (für die Steuerung der Raumsonde, nicht für die Verarbeitung der Bilddaten, für die ursprünglich der DF-224 verwendet wurde)
- den Landsat-D-Missionen

und anderen Missionen, die meist auf das Sonnensystem beschränkt waren.
Die Hardware wurde von Westinghouse und GSFC entwickelt. Die Maschine benutzte Diode-Transistor-Logik, die zu der Zeit auf der Vorzugsliste der Bauteile mit dem geringsten Stromverbrauch stand; sie wurde zunächst aus 1700 SSI-Gehäusen (NOR-Gatter) gefertigt, später wurde sie auf 69 MSI-Chips (Medium-Scale-Integration) umgestellt.

## Programmierung und Unterstützung
Das NSSC-1 verfügte über ein Assembler/Loader/Simulator-Toolset, das auf einem Xerox XDS 930 (24-Bit) Mainframe lief. Ein zugehöriger Simulator lief mit 1/1000 der Echtzeit. Der Xerox-Computer war mit einem Breadboard-OBP in einem Rack verbunden. (Das natürlich bei Raumtemperatur betrieben wurde.) Später fügte die Software Development and Validation Facility (SDVF) einen Flugdynamiksimulator hinzu, der auf einem PDP-11/70-Minicomputer lief.
Ein speziell angefertigter NSSC-1 Flight Executive wurde entwickelt und bei der Solar Maximum Mission (SMM) und nachfolgenden Flügen eingesetzt. Sie schaltete Aufgaben in Intervallen von 25 ms um. Er enthielt einen gespeicherten Befehlsprozessor, der sowohl Befehle für die absolute Zeit als auch für die relative Zeit verarbeiten konnte. Er enthielt einen Statuspuffer, der zurück zu einer Bodenempfangsstation übertragen werden konnte. Es benötigte eine Menge Speicher, typischerweise mehr als die Hälfte des verfügbaren Speichers, wobei der Rest für Anwendungen und Reserven übrig blieb.

## Historischer Kontext
In den 1980er Jahren wurde der RCA 1802 für viele Missionen eingesetzt, wie z. B. Galileo. Diese und andere Missionen leiteten den Trend weg von speziell angefertigten NASA-CPUs in Raumfahrzeugen ein. Die Erkundung der inneren und äußeren Teile des Sonnensystems sollte mit bestehenden (zivilen und militärischen) CPUs durchgeführt werden.
Bevor die 32-Bit-CPUs der RAD-Familie in Weltraummissionen eingesetzt wurden, kam die MIL-STD-1750A (eine CPU, die moderne Anwendungen ausführen konnte) in großem Umfang zum Einsatz.
Seit dem Aufkommen des IBM RAD6000 in den 2000er Jahren und des RAD750 in den 2010er Jahren ist die Verwendung des NSSC-1 undenkbar geworden. Seine Rechenleistung war nicht groß, und die meisten modernen Weltraummissionen erfordern Flugcomputer, die über eine erheblich umfangreichere Rechenleistung verfügen.